# Hercostomus weii
Hercostomus weii är en tvåvingeart som beskrevs av Yang och Saigusa 2000. Hercostomus weii ingår i släktet Hercostomus och familjen styltflugor. Inga underarter finns listade i Catalogue of Life.